# 隋與突厥之戰
隋與突厥之战，是隋朝北防已经分裂成四个汗国的突厥进攻，以及一次反击的战争。這場戰爭自581年突厥侵隋開始，到602年東突厥臣服為止，共經歷21年的时间。此戰爭后更加矛盾，其东、西可汗也因内部的不稳定，分別在607年與611年弃向隋朝由於隋朝因此戰爭獲的較大優勢，得以發動隋滅陳之戰，統一中國。隋朝派兵防守邊境，主動出兵反擊，最後採納長孫晟的「遠交而近攻，離強而合弱」為方針，分化離間突厥各部。而突厥只以掠奪物資、逞罰戰爭等無戰略方針的方式作戰，諸汗又不能緊密團結，最後瓦解。隋對突厥戰爭的勝利，有利於保護中原地區經濟與文化。

## 背景
突厥早在北魏時興起於阿尔泰山南麓，於546年—552年脱离柔然完成统一。经历伊利可汗、逸可汗、木杆可汗三代征伐下最终攻灭茹茹後成為漠南漠北的強大君主制草原帝國。突厥疆域在沙钵略可汗时，东自鲜卑山，西至里海、黑海和亚速海，南自蒙古高原，北至北海，东西长万里，南北五六千里。汗庭（首都）设在于都斤山（今鄂尔浑河上游杭爱山之北山）。由於突厥時常南下掳掠汉地的人口和財富，北朝各君主制國（西魏、北周、北齐）採用和親政策或朝貢策略以安撫大突厥。隋初，突厥發生貴族內亂，大可汗沙缽略可汗只好分立庵邏為第二可汗、大邏便為阿波可汗、玷厥為達頭可汗等共稱四可汗以共享權力，此外還有步離可汗。
北周權臣杨坚的父亲杨忠是西魏十二大将军之一，楊堅女兒楊麗華是北周宣帝的正后。北周宣帝去世後，於581年二月代周稱帝，建國隋朝。隋高祖建君主制國隋後冷落突厥，進貢禮數微薄，使得突厥各部怨恨隋朝。而嫁給沙缽略可汗的北周千金公主，因為不甘心北周被隋高祖楊堅篡位，屢次勸沙缽略可汗出兵，為周室復仇。

## 戰爭過程

### 北防突厥

#### 第一次突厥攻隋之战
581年突厥沙缽略可汗聯合原北齊守將、營州（今遼寧朝陽市）刺史高寶寧入侵隋朝。隋文帝緊急令邊防加強戒備，加築長城，派陰壽率兵駐幽州（今北京市），虞庆则駐并州（今山西太原市），太子楊勇駐大興城（今陝西西安市），共同抵禦突厥。
582年，突厥沙缽略可汗率軍入侵隋朝，隋將韓僧壽和李充成功抵禦突厥軍。5月，營州高寶寧帶領突厥兵攻擊平州（今河北盧龍縣）。沙缽略可汗盡起本部兵10萬，又率第二可汗、阿波可汗、達頭可汗與步離可汗等人，共率領40萬大軍攻入隋長城以南。6月，隋將李晃在馬邑（今山西朔州市）擊敗突厥兵。突厥主力沙缽略可汗與隋將達奚長儒發生激戰，當時突厥兵10餘萬，隋軍才3000人。隋軍凝结摆成乌龟阵在一起，四面抗拒，連續激戰3天，作戰14次，隋軍兵器用光，就用拳頭相拼，手上的骨頭全部露出來。這場惡戰殺死突厥兵1萬餘人，隋軍也損兵折將十之七八（约2100—2400人阵亡），突厥兵撤軍而回。
在西北地區，突厥軍進犯蘭州時又被隋將賀婁子干打敗，但在臨洮（今甘肅臨洮縣）、 豳州（今陝西省彬縣南）等地成功擊敗隋將馮昱、李崇、蘭州總管叱列長叉。583年突厥軍深入掠奪武威、天水、安定（今甘肅涇川縣北）、金城（今甘肅蘭州市）、弘化（今甘肅慶陽市）、延安、上都（今陝西富縣）等雍州地区的陇西陕北六郡。沙缽略可汗本來還想繼續南侵，但因為其侄染干與叔父達頭可汗發生糾紛，只好率軍北返。

### 583年反击突厥
隋使長孫晟在北周時曾送千金公主入突厥後，並且長時間留居大突厥汗庭（首都）于都斤山，他瞭解沙缽略可汗與阿波可汗、達頭可汗之間不和，建議隋高祖採取「遠交近攻，離強合弱」的策略。隋文帝採納他的策略，派元暉出伊吾（今新疆哈密縣）道結交西面的達頭可汗和東面的處羅侯（沙缽略可汗之弟），以分化沙缽略可汗的力量。
583年，隋文帝乘突厥內部矛盾加劇與災荒嚴重之機，命楊爽、河間王楊弘、豆盧勤與秦州總管竇榮定等並為行軍元帥，率軍兵分八路反擊突厥。楊爽率領李充等四將出朔州（治今山西朔縣）道，與突厥沙缽略可汗相遇白道（今內蒙古呼和浩特市西北）。楊爽聽從李充建議，令李充與李徹領精騎5000，乘突厥軍军阵尚未摆好時突襲。突厥軍遭遇隋軍突擊而慘敗，沙缽略可汗丟盔棄甲，士兵死亡大半。楊弘率豆盧勤等人率數萬隋軍出靈州（治今寧夏靈武西南）道，與突厥軍遭遇，戰而勝之。幽州總管陰壽率步騎數萬出盧龍塞（今河北喜峰口一帶），擊破高寶寧，收复和龍（今遼寧朝陽）地區。高宝宁被部下所杀。
5月，隋將竇榮定率9總管、步騎兵3萬出涼州（治今甘肅武威）道，在高越原（今甘肅民勤西北）與突厥阿波可汗發生高越原之戰。竇榮定數次擊敗阿波可汗軍。長孫晟乘機施離間計，爭取阿波可汗歸隋，以孤立沙缽略可汗。8月，隋朝派遣高熲出寧州道，虞庆则出原州道，兩路出擊突厥。
沙缽略可汗得知阿波可汗歸隋，率軍襲破其领地。阿波可汗逃歸達頭可汗後率軍回擊沙缽略可汗。貪汗可汗因與阿波可汗友善，被沙缽略可汗廢黜，也逃歸達頭可汗。至此，突厥內部矛盾不斷加深，沙缽略可汗與阿波可汗之后相互攻伐不已，最後阿波可汗領有大漠西部與龜茲、鐵勒、伊吾等西方地，于583年建立君主制國西突厥汗国，以阿波可汗和达头可汗为可汗。而原大突厥國改稱东突厥國，依舊以沙钵略可汗为可汗。583年突厥蘇尼部萬餘人歸隋，達頭可汗降隋。584年春，沙缽略可汗在受到西突厥與隋朝的壓力下，向隋朝請求援助援軍下擊敗阿波可汗，並且向隋求和稱藩，表明「天無二日，土無二王，大隋皇帝，真皇帝也。」

#### 第二次突厥攻隋之战
587年，東突厥沙缽略可汗去世。由於其子雍虞閭懦弱，沙缽略可汗遺命立自己的弟弟處羅侯為可汗，即莫何可汗。隋文帝遣長孫晟賜莫何可汗旗鼓。東突厥莫何可汗得隋旗鼓，西擊西突厥。西突厥部眾以為隋出兵助莫何，多不戰而降，並且生擒阿波可汗。588年，莫何可汗去世，其子雍虞閭立，即都藍可汗。莫何可汗的另一子染干，號突利可汗，领地在漠北北方。
588年11月隋朝發動隋滅陳之戰，次年四月南朝陳亡，隋朝一統天下。隋文帝把陳後主的屏風賜給改封大義公主的北周千金公主，大義公主睹物傷感，寫詩記敘陳朝滅亡以懷念周室。隋文帝非常不高興，待遇禮數漸薄。並且允許突利可汗娶隋安義公主為妻，以離間都藍可汗。都藍可汗斷絕向隋朝貢，與達頭可汗結盟襲擊突利可汗，並且準備進犯隋朝。長孫晟拉攏突利可汗到長安歸降，隋文帝封為啟民可汗，使居五原郡以招收舊部。啟民可汗的歸降也讓隋高祖得知都藍可汗即將入侵的消息。
599年春，邊官報告都藍可汗近犯大同，隋文帝派漢王楊諒為行軍元帥統兵出征，高熲出朔州道，楊素出靈州道，燕榮出豳州道以阻擊都藍可汗。都藍可汗與達頭可汗攻下尉州（今河北尉縣），趙仲卿率3000隋軍與突厥交戰，前後7天。趙仲卿擊敗突厥，俘虜1000餘人，牲畜1萬頭。突厥重新整編軍隊，與趙仲卿的方陣相拒5天。隋將高熲率大軍來源，兩軍夾擊突厥，都藍可汗撤退。 　　
楊素與達頭可汗相遇，命令騎兵列好军陣，達頭率10萬突厥騎兵衝擊隋軍，隋將周羅睺率精兵迎敵。楊素親自帶領大部隊與突厥決戰，突厥大敗，士兵伤亡不可勝數，達頭可汗也受傷逃回。都藍可汗敗後一度降隋高祖，尊隋高祖为圣人可汗，但最终不幸被部下殺死，達頭可汗自立為步迦可汗，統和東西突厥，成為北方的共主。

#### 第三次突厥攻隋之战
600年4月，統合突厥的達頭可汗再度率軍進犯隋朝邊界。隋文帝派晉王楊廣與楊素出靈武道；漢王楊諒與史萬歲出馬邑道迎戰。隋軍在溪流與牧草中放毒，突厥士兵與戰馬飲食後紛紛死亡，突厥人以為天降惡水，要滅亡突厥，便乘黑夜撤兵。隋將長孫晟乘機追擊，斬首1000餘級。史萬歲與突厥兵相遇，突厥聽說是史萬歲的軍隊，不戰而退，史萬歲追殺百餘里，斬首數千級，達頭可汗再度戰敗。
601年1月，統合突厥的達頭可汗率軍進犯隋朝邊界，擊敗隋將恆安。602年3月，突厥思力俟斤渡過黃河，擊敗啟民可汗，俘獲6000餘人，牲畜20餘萬。隋將楊素率軍追擊，乘突厥軍休息之際，擊敗思力俟斤，奪回全部的人口和牲畜。

## 啟民与處羅可汗的歸順
達頭可汗經歷第三次突厥攻隋之战後無力再發動戰爭，他所統合的君主制大突厥完全崩潰。603年突厥所屬的鐵勒、仆骨等10餘部落都投奔啟民可汗，達頭可汗西逃吐谷渾，啟民可汗仅領有隋境内的阳山+阴山以南的河南地区（河套地）区域，都定襄。
仁寿四年（604年）隋朝楊廣繼任為帝，即隋炀帝。大业二年（606年），啟民可汗入朝晉見隋世祖，隋煬帝招集全國樂人招待他。隔年，隋煬帝又親自巡視北疆。隋煬帝到榆林後，令宇文愷作大帳，邀請啟民可汗及契丹、库莫奚、霫族族長參加大宴並看散樂，還贈送大量絲織品。隋煬帝又命宇文愷臨時造出大殿，稱「觀風行殿」。當地北族以為是神功，每望見御營，十里外就跪伏叩頭，走路不敢騎馬。東突厥啟民可汗在阳山+阴山以南的河南地区（河套地区）隋朝的保護下穩固可汗的寶座，隋朝也为可汗筑两座城，隋朝因此獲得北疆的安定，直到隋大业十一年（615年）雁门之围為止。
西突厥方面，在阿波可汗被東突厥莫何可汗生擒後，西突厥立泥利可汗為主；泥利死，其子處羅可汗立。處羅可汗部多在烏孫地（伊犁河河谷）游牧。隋煬帝時，裴矩經營西域，設計分裂西突厥。當時，達頭可汗的孫子射匱可汗在處羅可汗居地的西面。隋煬帝利用射匱可汗向隋求婚的機會，要他滅處羅可汗才可以。611年射匱可汗擊敗處羅可汗，處羅可汗向東逃走，被迫歸附隋，至此射匱继为西突厥的可汗，領有西突厥全境。

## 後記
隋朝平定君主制国大突厥約二十年，在東突厥始畢可汗繼位後交惡。隋世祖大业五年（609年）啟民可汗去世，其子始畢可汗繼位。隋臣裴矩設計誘殺始畢可汗能臣与寵臣史蜀胡悉，「始畢知其狀，由是不朝」。隋煬帝在東征高句麗後勞民傷財，於610年的雁门郡人魏文通据说是抗拒府兵制的征召造反和611年兖州地区的王薄据说也是抗拒府兵制的征召造反而爆發隋末民變，隋军为镇压造反疲于奔命。隋大业十一年（615年）隋煬帝出巡雁門時，被東突厥始畢可汗率領十萬騎兵團團包圍。隋煬帝派人向始畢之妻、隋義成公主求救才得以解圍。至此，東突厥開始拉攏隋朝各地群豪叛徒，薛舉、王世充、劉武周、梁師都、李軌、李密、高開道、林士弘、宋金刚等人均紛紛稱臣求援，東突厥扶持他們以分裂隋朝。620年，隋炀帝孙杨政道被处罗可汗拥立为傀儡隋主，都定襄。

## 重要參戰人物
|  | 突厥 - 沙缽略可汗 - 第二可汗 - 阿波可汗 - 達頭可汗（後稱步迦可汗） - 步離可汗 - 千金公主（後封隋大義公主） - 高寶寧 - 染干（後稱突利可汗、啟民可汗） - 處羅侯 - 貪汗可汗 - 雍虞閭（後稱都藍可汗） - 莫何可汗 - 思力俟斤 - 泥利可汗 - 處羅可汗 - 射匱可汗 | 隋朝 - 隋文帝 - 陰壽 - 虞庆则 - 楊勇 - 韓僧壽 - 李充 - 李光 - 達奚長儒 - 賀婁子干 - 馮昱 - 李崇 - 叱列長叉 - 長孫晟 - 元暉 - 楊爽 - 楊弘 - 豆盧勣 - 竇榮定 - 李徹 - 高熲 - 虞庆则 - 楊諒 - 楊素 - 燕榮 - 趙仲卿 - 周羅睺 - 楊廣（後稱隋煬帝） - 史萬歲 - 恆安 - 裴矩 - 姚辩 - 史射勿 |

### 引用
1. ↑  七月，辛亥，赐启民玺书，谕以「碛北未静，犹须征战，但存心恭顺，何必变服？」……帝赐启民帛二千万段，其下各有差。又赐启民路车乘马，鼓欢幡旗，赞拜不名，位在诸侯王上。《资治通鉴·卷第一百八十》
2. ↑  《周书·突厥传》卷50
3. ↑  突厥处罗可汗迎杨政道，立为隋王。中国士民在北者，处罗悉以配之，有众万人。置百官，皆依隋制，居于定襄。《资治通鉴·卷第一百八十八》
有遗腹子政道，与萧后同入突厥，处罗可汗号为隋王，中国人没入北蕃者，悉配之以为部落，以定襄城处之。及突厥灭，归于大唐，授员外散骑侍郎。《隋书·卷五十九》